# فتحی مسکینی
فتحی مسکینی (زاده ۱۹۶۱ در بوسالم) نویسنده، مترجم، شاعر و استاد آموزش عالی فلسفهٔ معاصر دانشگاه تونس است. وی از مترجمان باسابقه و طراز اول تونس می‌باشد و در سال ۲۰۱۳ برنده جایزه شیخ زاید شد. جهان عرب وی را در عرصه فلسفه نوین، و با اندیشه پسامدرن می‌شناسد.

## زندگی و پیشهٔ آکادمیک
وی در شهر بوسالم به دنیا آمد، و به عربی (زبان مادری) و آلمانی و انگلیسی کاملاً مسلط است. در سال ۲۰۰۳ مدرک دکترای فلسفه گرفت.

## آثار تألیفی و ترجمه
- «نقد العقل التأويلي، أو فلسفة الإله الأخير»، ۲۰۰۵
- «فلسفة النوابت»، ۱۹۹۷
- «الفيلسوف والإمبراطورية، في تنوير الإنسان الأخير»، ۲۰۰۵
- «في جينالوجيا الأخلاق (ترجمه)»، ۲۰۱۳
- «الإيمان الحر أو ما بعد الملة- مباحث في فلسفة الدين»، ۲۰۱۸